# Cỏ hương bài
Cỏ hương bài hay cỏ hương lau là một chủng trong dòng cỏ Vetiver (danh pháp hai phần: Chrysopogon zizanioides, đồng nghĩa: Vetiveria zizanioides) là một loài cỏ sống lâu năm thuộc họ Hòa thảo (Poaceae), có nguồn gốc từ Ấn Độ. Tên gọi vetiver có nguồn gốc từ tiếng Tamil. Các tài liệu cổ bằng tiếng Tamil có đề cập tới việc sử dụng cỏ vetiver cho các mục đích y học.
Cỏ vetiver có thể mọc cao tới 1,5 m và tạo thành các bụi cây rộng gần như vậy. Thân cây cao, các lá dài, mỏng và cứng. Hoa màu tía ánh nâu. Không giống như phần lớn các loài cỏ với hệ thống rễ trải rộng theo chiều ngang tương tự như một tấm thảm, hệ thống rễ của cỏ hương bài mọc thẳng và sâu xuống dưới đất tới độ sâu 2–4 m. Nó có quan hệ họ hàng gần gũi với các loài cỏ có hương thơm khác như sả (Cymbopogon citratus, C. nardus, C. winterianus, C. martinii).
Cỏ vetiver khá dễ trồng, dễ sống, chịu hạn tốt, ít bị sâu bệnh, thấm nước và giữ nước. Nó vừa ưa khô vừa ưa nước, trồng được ở bất kỳ loại đất nào, không kể độ màu mỡ. Cỏ được nhân giống bằng cụm rễ, cành giâm. Cây mọc thành bụi hay khóm lớn.
Mặc dù nó có nguồn gốc từ Ấn Độ, nhưng hiện nay cỏ vetiver được gieo trồng rộng khắp trong khu vực nhiệt đới. Các quốc gia và khu vực sản xuất chủ yếu là Haiti, Ấn Độ, Java, Réunion.

## Sử dụng

### Kiểm soát xói mòn

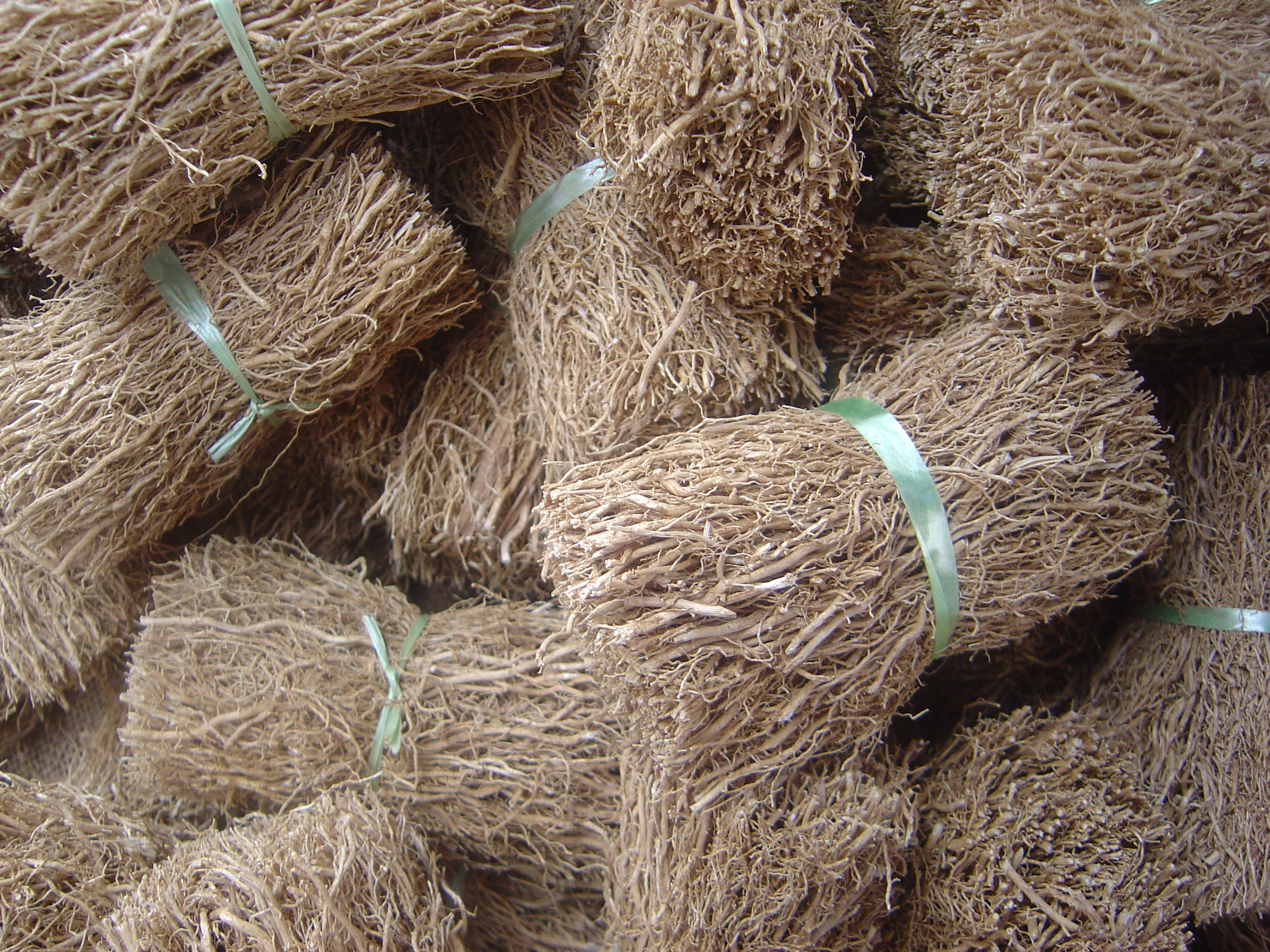
Rễ cỏ hương bài

Do một số tính chất đặc thù của cỏ hương bài nên nó là một trong các loài thực vật có khả năng kiểm soát xói mòn tốt trong các khu vực có khí hậu nóng. Không giống như phần lớn các loài cỏ, cỏ hương bài tạo thành hệ thống rễ mọc thẳng xuống phía sâu tới 2–4 m. Điều này làm cho nó có vai trò của một hàng rào giữ ổn định tốt cho các bờ sông suối, các vùng đất bậc thang và các ruộng lúa. Các cụm thân cây mọc dày dặc cũng giúp ngăn không cho nước bề mặt thoát đi nhanh chóng. Do cỏ hương bài được nhân giống bằng các cụm rễ, cành giâm hay chồi cây nhỏ chứ không phải bằng các thân bò lan ngầm dưới đất nên nó không dễ trở thành loài xâm hại và cũng dễ dàng kiểm soát bằng cách thâm canh đất tại ranh giới của hàng rào là cỏ hương bài.
Hàng rào cỏ hương bài có tác động đệm rất tốt, chống được xói mòn nếu đặt theo đường đồng mức với khoảng cách nhất định trên sườn đồi. Phần lớn rễ cỏ hương bài mọc thẳng xuống ít nhất 3 m, không gây hại đáng kể tới các dạng cây trồng, làm giảm lượng nước bề mặt thoát đi và tăng hiệu quả giữ nước ngầm.
Ngoài việc là một hàng rào bảo vệ hiệu quả, cỏ hương bài còn giúp bảo vệ các công trình đập, kênh, đường bộ, sông hồ thủy điện không bị bồi lấp, chống lũ lụt, hạn chế dòng chảy mất mùa trên diện rộng.
Ở những vùng duyên hải có gió mạnh, hàng rào cỏ hương bài làm hàng cây chắn gió tốt để bảo vệ cây ăn quả, cây lấy gỗ còn nhỏ, cùng với cây dứa sợi làm băng cản lửa xanh và chống xói mòn đất, giữ nước cho đất.
Thân cây giúp làm lắng các chất bẩn đục trong nước, nước mưa từ thân chảy xuống được lọc ngấm xuống đất giúp giữ sạch nguồn nước ngầm.

### Vật lý trị liệu và công nghiệp nước hoa
Cỏ hương bài được trồng chủ yếu để chưng cất tinh dầu thơm từ rễ. Sản lượng toàn thế giới khoảng 250 tấn/năm. Do tính chất hãm mùi tốt của nó nên tinh dầu hương bài được sử dụng trong một số loại nước hoa cao cấp. Nó có mặt trong 36% các loại nước hoa do các quốc gia phương tây sản xuất (nguồn: Lavania). Haiti là một trong các quốc gia sản xuất hàng đầu về tinh dầu hương bài, cùng với Java, Trung Quốc, Ấn Độ, Brasil, Nhật Bản. Các quốc gia và khu vực tiêu thụ nhiều nhất là Hoa Kỳ, châu Âu, Ấn Độ, Nhật Bản.

### Thành phần
Tinh dầu cỏ vetiver zizanioides.L là một loại tinh dầu phức tạp, chứa trên 100 các thành phần đã được nhận dạng. Tuy nhiên, các thành phần chính là:
| Axit benzoic      | Furfurol            |
| Vetiven           | Vetivenyl vetivenat |
| Terpinen-4-ol     | 5-epiprezizan       |
| Khusimen          | α-muurolen          |
| Khusimon          | Calacoren           |
| β-humulen         | α-longipinen        |
| γ-selinen         | δ-selinen           |
| δ-cadinen         | Valencen            |
| Calaren,-gurjunen | α-amorphen          |
| Epizizanal        | 3-epizizanol        |
| Khusimol          | Iso-khusimol        |
| Valerenol         | β-vetivon           |
| α-vetivon         |                     |

Tinh dầu cỏ hương bài có màu nâu hổ phách và khá đậm đặc. Mùi của nó được miêu tả là thơm ngọt, khói, gỗ, đất, hổ phách. Tinh dầu loại tốt nhất thu được từ rễ cây 18-24 tháng tuổi. Rễ được nhổ lên, rửa sạch và phơi khô. Trước khi chưng cất, rễ được thái ra và ngâm nước. Quá trình chưng cất kéo dài khoảng 18-24 h. Sau khi chưng cất để tách riêng tinh dầu và hydrosol thì dầu được hớt váng và để ngấu khoảng vài tháng nhằm loại bỏ các tạp chất và các mùi không mong muốn sinh ra trong quá trình chưng cất. Giống như tinh dầu hoắc hương (Pogostemon cablin) và đàn hương (Santalum  spp.), mùi của tinh dầu hương bài sẽ đậm thêm cùng với quá trình để ngấu. Các đặc trưng của tinh dầu hương bài có thể khác nhau một cách đáng kể, phụ thuộc vào việc cỏ được trồng ở đâu cũng như các điều kiện về khí hậu và đất. Tinh dầu được chưng cất tại Haiti và Réunion có nhiều hương vị của hoa hơn và được đánh giá có chất lượng cao hơn so với tinh dầu sản xuất tại Java với hương vị nhiều mùi khói hơn. Tại miền bắc Ấn Độ, tinh dầu được sản xuất từ cỏ hương bài mọc hoang. Tinh dầu này được gọi tại đây là Khus hay Khas và được coi là hơn hẳn tinh dầu thu được từ cỏ hương bài do con người gieo trồng. Nó hiếm khi được tìm thấy bên ngoài Ấn Độ do phần lớn tinh dầu được tiêu thụ ngay trong quốc gia này.